# Hippotion osiris
Hippotion osiris là một loài bướm đêm thuộc họ Sphingidae, chi Hippotion.